# Peter Weiss
Peter Ulrich Weiss (født 8. november 1916 i Nowawes ved Potsdam, død 10. maj 1982 i Stockholm) var en tysk forfatter, kunstmaler, grafiker og eksperimentalfilmfremstiller. Han skrev under pseudonymet Sinclair.
Peter Weiss opnåede anerkendelse i den tyske efterkrigslitteratur både som repræsentant for en avantgardistisk, minutiøs beskrivende litteratur, som forfatter af selvbiografisk prosa og som politisk engageret dramatiker. International succes opnåede han med stykket Marat/Sade, der blev tildelt USA's teater- og musicalpris Tony Award i 1966. Det dokumentarisk prægede "Auschwitz-Oratorium" Die Ermittlung (da. Forundersøgelsen) indgik i midten af tresserne som et vigtigt indslag i det politiske opgør med den nazistiske fortid i Tyskland. Hovedværket må dog siges at være Die Ästhetik des Widerstands (da. Modstandens æstetik), et af 70'ernes og 80'ernes vigtigste tysksprogede værker. Mindre kendte er Weiss' tidlige, surrealistisk inspirerede værker som maler og eksperimental filmfremstiller.
Posthumt modtog han i 1982 Georg Büchner-prisen. 

## Biografi

### Barndom og ungdom ved Berlin og i Bremen
Peter Weiss blev født d. 8. november 1916 i Nowawes ved Potsdam, som den ældste søn af den fra Schweiz stammende skuespiller Frieda Weiss (født Hummel) og Eugen "Jenö" Weiss. Peter Weiss havde to halvbrødre, Hans og Arwed, fra morens første ægteskab med den 20 år ældre arkitekt Ernst Yhierbach i Düsseldorf og Bochum. De blev skilt i 1912. Efter skilsmissen optrådte hun 1913 til 1915 "i førende roller på Reinhardts scene", hovedsageligt under regi af Friedrich Wilhelm Murnau. Bl.a. som moren i Gotthold Ephraim Lessings Emilia Galotti på Deutsches Theater i Berlin. Til fordel for stiftelse af ny familie afbrød Frieda Weiss sin karriere i 1915. Hun giftede sig med den jødisk-ungarske tekstilhandler Eugen Weiss, der tjente som oberstløjtnant i den østrig-ungarske hær under første verdenskrig som udstationeret i  Przemyśl i Polen. Som søskende fik Peter Weiss Irene (*1920), Margit (1922-1934) og Alexander (1924-1987).
Efter Jenö Weiss' hjemsendelse fra militærtjeneste i 1918 slog familien sig ned i Bremen. Jenö grundlagde en succesrig tekstilvareforretning (Hoppe, Weiss & Co.), der muliggjorde en høj levestandard for familien i begyndelsen af tyverne. Den havde både råd til kokkepige, hushjælp og en barnepige i husholdningen. 1920 konverterede Eugen Weiss til kristendommen, og farens jødiske afstamning omtales ikke længere i familien. 1929 søger familien tilbage til Berlin efter at være flyttet flere gange. Peter Weiss går på Heinrich-von-Kleist-gymnasiet i Schmargendorf, der kendetegnedes ved en relativ frigjort atmosfære. I begyndelsen af 1930'erne udvikler Peter Weiss en interesse for kunst og kultur: „In diesen Jahren, zwischen 1931 und 1933, erwarb ich meine ganzen Literaturkenntnisse, den ganzen Hesse, den ganzen Thomas Mann, den ganzen Brecht, alles lasen wir damals als ganz junge Leute.“ ("I disse år, mellem 1931 og 1933, erhvervede jeg hele min litteraturinteresse, alt af Hesse, alt af Thomas Mann, alt af Brecht, alt læste vi dengang som ganske unge.") Under vejledning af Eugen Spiro, et medlem af Berliner Secession, begyndte han at male på en gymnasial billedskole.
Jenö Weiss forsøgte i denne tid at assimilere sig: han søgte bl.a. om tysk statsborgerskab, men på trods af det syntes fremtiden stadig mere truende, især efter januar 1933, hvor Adolf Hitler kom til magten. Den usikre fremtid gjorde, at faren tog Peter Weiss ud af billedskolen for at indskrive ham på Rachow-handelsskolen. Her lærte Peter Weiss "Schreibmaschine und Stenographie" ("at skrive på maskine og stenografere").

## Emigrationstiden
De umiddelbart følgende år i udlandet havde på grund af faderens fortiede jødiske afstamning nærmest karakter af lære- og vandreår for Peter Weiss. Fra begyndelsen af 1935 til slutningen af 1936 boede Weiss' familie i Chislehurst i det sydøstlige London. Kort før familien forlod Tyskland døde Peters yngre søster Margit Beatrice i en alder af tolv år som følge af en bilulykke, en hændelse, der bragte familiestrukturen fuldstændig ud af ligevægt. Peter Weiss oplevede sin søsters død som "Anfang von der Auflösung unserer Familie" ("begyndelsen på vores families opløsning"). I London gik Weiss på Polytechnic School of Photography for at opfylde forældrenes forestillinger om sønnens karriere ved "wenigstens Photographie lernen" ("i det mindste at lære at fotografere"). Weiss maler her bl.a. Die Mascinen greifen die Menschen an (Maskinerne angriber menneskene) og skriver Bekenntnis eines großen Malers (En stor malers bekendelser). Kort tid efter improviserer han sin første udstilling "in einem Raum über einer Garage in einer versteckten Seitengasse" ("i et rum over en garage i en afsides sidegade") i London (Little Kinnerton Street). 1936 slår familien sig som følge af forretningsmæssige omstændigheder ned i den nordbøhmiske by Warnsdorf. Peter Weiss havde ligesom faren og sine søskende tjekkoslovakisk statsborgerskab. „Hier fing das Schreiben wieder an und wurde gleichzeitig mit der Malerei betrieben. Meine ersten Manuskripte sind damals geschrieben und gezeichnet worden.“("Her greb skrivningen stadig mere om sig og blev udført ved siden af maleriet. Mit første manuskript blev tegnet og skrevet på det tidspunkt.")
I forbindelse med Skruwe-manuskriptet fik Weiss kontakt med Hermann Hesse i 1937.  Hesses værk var at spejl for Weiss, „in denen eine sehnsüchtige Identifizierung gebannt ist“ ("hvori der var bundet en længselsfuld identificering"). Weiss blev opmuntret i sine kunstneriske ambitioner af Hesse og besøgte den senere samme år nobelpristager i Montagnola i Tessin. Talrige Weiss-tekster fra denne tid blev skabt ud fra Hesses digtning og billedverden. Hesses opmuntring bestyrkede Weiss i hans beslutning om, at det studie på Kunstakademiet i Prag, der i efteråret 1937 var blevet muligt ved malerens Willi Nowaks mellemkomst. Peter Weiss blev i 1938 udmærket med akademiprisen for malerierne Das große Welttheater ("Det store Verdensteater") og Das Gartenkonzert ("Havekoncerten").
Da Tyskland i oktober 1938 besatte Sudeterlandet, blev det umuligt for Peter Weiss at vende tilbage til Warnsdorf. Med hjælp fra Frieda Weiss' sønner af første ægteskab, der var blevet tilbage i det tyske rige, blev det muligt for forældrene at flytte legalt til først et kortvarigt ophold i Borås, siden permanent Alingsås i Sydsverige. Eugene Weiss blev leder af en nystartet tekstilfabrik (Silfa) i Alingsås. Efter at have vandret rundt i Schweiz rejste Peter Weiss gennem Tyskland (sic!) til Sverige, hvor han i det uvante sprog oplevede emigrationstilstandens problemkompleks ganske markant. Forældrene formåede at leve videre på den livsløgn, at de havde forladt Tyskland af karrieremæssige grunde og ikke politiske. Peter Weiss arbejdede i denne første tid i Sverige som tapetmønstertegner og på privat maleundervisning.
Fra 1946 til 49 levede han sammen med Le Klint.

## Tidlige prosaarbejder og film i Sverige
Peter Weiss flyttede i 1940 til Stockholm, hvor han, afbrudt af ophold i Berlin og Paris, boede fra sin 24 års fødselsdag til sin død. Ud over journalisten Max Barth, billedhuggeren Karl Heibig og socialmedicineren Max Hodann havde Peter Weiss så godt som ingen kontakt med andre immigranter og forblev „ganz am Rande der politischen Emigration, was er später, als er sich zu ihrem epischen Chronisten machte, mehrfach und bedauernd anmerkt.“ ("i udkanten af det politiske emigrationsmiljø som han senere, gentagne gange og beklagende, da han gjorde sig selv til sin egen krønikeskriver"). Peter Weiss helligede sig først og fremmest til sit kunstneriske arbejde. 1940-41 færdiggøres malerierne Jahrmarkt am Stadtrand, Zirkus og Villa mia. I marts 1941 fulgte den første svenske udstilling af Peter Weiss' malerier. Samme år rejste han til Italien. Fra 1942 studerede han ved det stockholmske akademi.